# Comité Paralímpico Camerunés
El Comité Paralímpico Camerunés es el comité paralímpico nacional que representa a Camerún. Esta organización es la responsable de las actividades deportivas paralímpicas en el país. Es miembro del Comité Paralímpico Internacional y del Comité Paralímpico Africano.